# Nacionalni park Namib-Naukluft
Namib-Naukluft je namibijski nacionalni park koji obuhvaća dio pustinje Namib, te planinski lanac Naukluft. S ukupnom površinom od 49,768 km², najveći je nacionalni park u Africi, te četvrti na svijetu. Najpoznatije, te ujedno i najposjećenije područje u parku je Sossusvlei.
U ovoj iznimno sušnoj regiji obitava iznenađujuće velik broj živih bića, uključujući zmije, guštere, kukce, hijene, orikse i šakale. Velik dio vlage dolazi u obliku magle s Atlantskog oceana, te godišnje padne 106 milimetara padalina, najviše između veljače i travnja. Vjetar koji donosi maglu također je zaslužan za stvaranje velikih pješčanih dina, čija narančasta boja govori o njihovoj starosti. Naime, narančasta boja se stvara kada željezo u pijesku oksidira, što je starija dina to je svjetlija boja. To su ujedno najveće svjetske dine, čija visina zna biti viša od 300 metara.
Park je osnovan 1907. godine kad je Njemačka kolonijalna administracija proglasila rezervatom područje između rijeka Swakop i Kuiseb. Današnje granice parka ustanovljene su 1978., spajanjem nacionalnih parkova Namib i Naukluft, te dijelova Sperrgebieta i ostalih dijelova koji okružuju to područje.

## Vanjske poveznice
- Službena stranica